# Niels Trolle

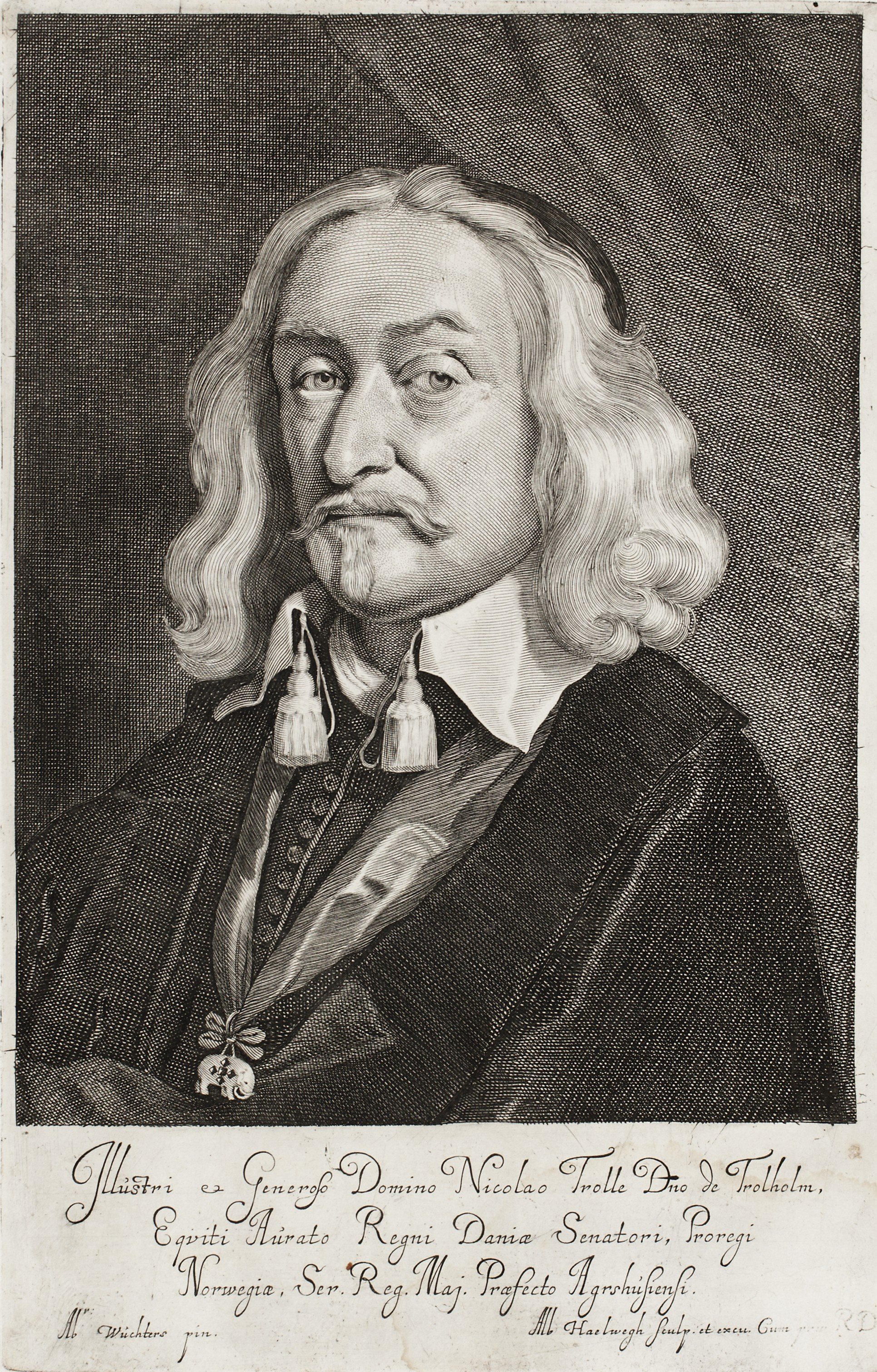
Niels Trolle till Trolholm, Porträt von Albert Haelwegh (1650er)

Niels Trolle (* 20. Dezember 1599 in Lundenæs; † 20. September 1667 in Kopenhagen) war ein dänischer Admiral und Staatsmann.

## Leben
Niels war Angehöriger der dänischen Linie Trolholm des ursprünglich schwedischen Adelsgeschlechts Trolle. Er war ein Sohn des Statthalters in Kopenhagen Børge Trolle († 1610) und der Anne Poulsdatter Munk (1580–1641).
Er vermählte sich in erster Ehe 1626 mit Mette Rud (1606–1632), in zweiter Ehe Helle Rosenkrantz (1618–1685), einer Tochter von Holger Rosenkrantz (1574–1642). Aus beiden Ehen wurden insgesamt 14 Kinder geboren.
Trolle besuchte als zwölfjähriger Herlufsholm. Weitere Stationen seiner Grand Tour waren Leipzig (1614), Borreby (1615), Gießen (1617), Wittenberg und Heidelberg (1618) Straßburg (1619), Genf und Bourges (1620), Rom und Padua (1621), Paris (1622), schließlich England. Erst 1623 kehrte er nach Dänemark zurück.
Seine Laufbahn begann er 1623 als Hofjunker bei Christian IV., folgte diesem auf den Kriegsschauplatz nach Deutschland. 1628 wurde er Rittmeister und war von 1634 bis 1641 Lensman in Kopenhagen bzw. in gleicher Funktion von 1641 bis 1656 in Roskildegård. Bereits 1642 war er auch Landkommissar in Seeland seit 1644 auch Generalproviantkommissar. Er avancierte 1645 zum Reichsrat und Vizeadmiral. 1648 wurde er Ritter des Elefanten-Ordens. 1653 wurde er Generalkriegskommissar in Seeland. Als Statthalter in Norwegen wirkte er von 1656 bis 1661. Im selben Jahr seiner Berufung wurde er auch Lensman in Akershus, was er bis 1662 blieb. Trolle beschloss seine Laufbahn in den Jahren 1660 bis 1662 als dänischer Reichsadmiral.
Er war neben weiteren Gütern Besitzer von Schloss Gavnø und wurde im Dom zu Roskilde begraben.